# (33088) 1997 XX9
1997 XX9 (asteroide 33088) é um asteroide da cintura principal. Possui uma excentricidade de 0.08809720 e uma inclinação de 7.13722º.
Este asteroide foi descoberto no dia 3 de dezembro de 1997 por Naoto Sato em Chichibu.